# Wimbledon Championships 2016/Herrendoppel-Rollstuhl
Das Herrendoppel (Rollstuhl) der Wimbledon Championships 2016 war ein Rollstuhltenniswettbewerb in London und fand vom 7. bis zum 10. Juli statt.
Titelverteidiger waren Nicolas Peifer und Gustavo Fernández, die in diesem Jahr nicht zusammen antraten.

## Setzliste
| Nr. | Paarung                        | Erreichte Runde |
| --- | ------------------------------ | --------------- |
| 01. | Stéphane Houdet Nicolas Peifer | Finale          |
| 02. | Alfie Hewett Gordon Reid       | Sieg            |

## Ergebnisse
Zeichenerklärung
- Q = Qualifikant
- WC = Wildcard
- LL = Lucky Loser
- ITF = qualifiziert über ITF-Ranking
- ALT = alternate (Ersatz)
- PR = Protected Ranking
- SE = Special Exempt
- r = retired (Aufgabe)
- d = Disqualifikation
- w.o. = walkover
- [ ] = Match-Tie-Break

|  | Halbfinale | Halbfinale                       | Halbfinale | Halbfinale | Halbfinale |  |  | Finale | Finale                         | Finale | Finale | Finale |
|  |            |                                  |            |            |            |  |  |        |                                |        |        |        |
|  |            |                                  |            |            |            |  |  |        |                                |        |        |        |
|  | 1          | Stéphane Houdet Nicolas Peifer   | 5          | 6          | 7          |  |  |        |                                |        |        |        |
|  |            | Stefan Olsson Maikel Scheffers   | 7          | 1          | 6          |  |  |        |                                |        |        |        |
|  |            |                                  |            |            |            |  |  | 1      | Stéphane Houdet Nicolas Peifer | 6      | 1      | 6      |
|  |            |                                  |            |            |            |  |  | 2      | Alfie Hewett Gordon Reid       | 4      | 6      | 7      |
|  |            | Gustavo Fernández Joachim Gérard | 3          | 2          |            |  |  |        |                                |        |        |        |
|  | 2          | Alfie Hewett Gordon Reid         | 6          | 6          |            |  |  |        |                                |        |        |        |
|  |            |                                  |            |            |            |  |  |        |                                |        |        |        |